# Renier Acorre
Renier Acorre (ou Accorre) (vers 1220-1230 à Florence ; 1297 - 1298 en Champagne), marchand florentin, chambellan et receveur de Champagne de 1269-1270 à 1277 puis panetier de France de 1277 à 1287, est selon Élisabeth Chapin « le plus riche et le plus important citoyen de Provins au XIIIe siècle ».
Sa vie, remplie par les activités du commerce et de la banque ainsi que par celles de grand officier de l'administration comtale puis royale, marquée à la fin par un grand désastre, fournit un exemple étonnant dans l'étude du profil des marchands italiens qui fréquentaient les foires de Champagne au XIIIe siècle.

## Biographie

### Renier Acorre, du financier florentin au grand propriétaire provinois

#### Renier Acorre, financier florentin
L'origine florentine de Renier Acorre nous est révélée par une charte de 1269. Il s'agit d'une quittance où Thibaut II de Navarre dit le Jeune, comte de Champagne et roi de Navarre, donne à « Renier Acorre, de Florence » la qualification de « son amé et féal » .
Au sujet des premières années de sa vie, les sources ne nous renseignent en rien. Nous ne pouvons que suivre les hypothèses avancées par les historiens, Félix Bourquelot en tête. On peut ainsi supposer qu'il naquit entre les années 1220 et 1230 à Florence. Son départ de Toscane pour la France, son installation en Champagne, son enrichissement nous sont des points inconnus. Il faut attendre 1258 pour que son nom soit prononcé dans les documents conservés.

#### La famille de Renier Acorre
Sa vie privée nous est assez peu connue. On ignore ainsi la date de son mariage mais on trouve la première indication de sa femme en 1268, Jeanne, veuve de Eudes de Vieux-Champagne avec qui elle avait eu plusieurs enfants. Dans le Cartulaire de Provins , on trouve un acte de 1272, fait le jour de la St Étienne, par lequel ces enfants issus d'un premier mariage sont mis hors de la « vouerie » de Renier et de Jeanne, leur mère, en présence du maire ; les échevins et le prévôt, c'est-à-dire qu'ils sont déshérités. Renier Acorre voulait ainsi protéger les intérêts de son fils qu'il avait eu avec Jeanne : Jean, nommé échevin de Provins en 1274 et maire de cette ville de 1275 à 1277 puis de nouveau en 1287. Les auteurs de la collection de Champagne parlent d'un autre fils, Girard, que Renier Acorre aurait eu avec une nommé Béatrix.

#### Un grand propriétaire terrien à Provins
En 1260, il est propriétaire d'une maison à Provins, dans la rue Froidmantel, près du four de la Loquelière, maison qu'il se plaisait à habiter; cela résulte d'une charte d'après laquelle Pierre des Barres consent à l'échange d'une rente de vingt livres que lui devait le comte de Champagne, contre une rente de même valeur que Renier Acorre devait au prince. Dans deux actes de la même année, il est qualifié « bourgeois de Provins », titre qu'il reçoit encore plus tard, en diverses circonstances, et jusqu'en 1278. De citoyen florentin, il est donc devenu bourgeois, le droit de bourgeoisie étant soumis à privilège dans la France médiévale. Renier Acorre est donc profondément intégré à la société provinoise de l'époque.
Depuis 1259, on le voit acquérant en grand nombre des propriétés foncières, échangeant des terres, des maisons, des rentes ou des censives, et faisant des affaires d'argent avec les personnes qui avaient besoin de ses capitaux, parmi lesquelles on remarque plusieurs grands seigneurs de la province de Champagne et de Brie, le roi de Navarre, le comte de Grandpré, le seigneur de Ramerupt. En 1270, par exemple il achète à « Moriau Girart », citoyen et marchand de Florence, tous les bois, prairies, terrains et hommes qu'il possédait dans le fief de monseigneur Jean de Montigny.
Les richesses de Renier Acorre, qui permettent cette emprise foncière dans la région de Provins, sont liées au commerce et aux activités de banque qu'il a déployé au sein des foires de Champagne. Mais parmi tous les marchands étrangers qui se sont rendus aux foires de Champagne, la figure de Renier Acorre. En effet, le plus souvent, les marchands venaient pour une saison de foire voire pour une seule foire et ne restaient guère plus qu'un ou deux ans en Champagne. Si les flux migratoires générés par les foires de Champagne (vers l'Italie et la Flandre surtout, vers l'Angleterre, la Provence, l'Allemagne dans une moindre mesure) étaient importants pour l'Europe des XIIe siècle, XIIIe siècle et XIVe siècle, ils demeuraient temporaires et pendulaires à moyen terme. Ainsi, voir un marchand étranger qui se fixe définitivement dans une ville de foire est assez exceptionnel, même si l'accès au droit de bourgeoisie était facilité par les comtes de Champagne puis par les rois de France quand la Champagne fut intégré sous Philippe IV le Bel au domaine royal.

### Renier Acorre, grand officier du comté de Champagne puis du royaume de France

#### Chambellan et receveur de Champagne
Renier Acorre se fait connaître assez rapidement des autorités comtales et Thibaut le Jeune, après l'avoir chargé de faire des acquisitions en son nom pour la fondation du couvent des frères Prêcheurs qu'il voulait établir à Provins, le fit son chambellan. La mort de Thibaut le Jeune le 4 décembre 1270 au port de Trapani en Sicile, au moment où il regagnait la France avec sa femme Isabelle, ne changea rien pour Renier Acorre à qui le titre de chambellan de la cour de Champagne est toujours attribué dans des actes de 1271 et 1273 . Il était en même temps receveur du comté, et Henri d'Arbois de Jubainville dit avoir relevé vingt-six actes, du mois d'avril 1271 au mois d'avril 1274, se rapportant à sa gestion financière . À la même époque, il se qualifiait de seigneur de Gouaix. Henri III de Champagne, qui succéda à Thibaut le Jeune lui céda par une charte à titre de fief les bois de l'Épinai et Aux Brébans, en récompense du bon service qu'il avait fait, et pour le service qu'il pouvait lui faire à l'avenir.

#### Panetier de France
Après la mort d'Henri III le 22 juillet 1274 à Pampelune, ne laissant qu'une fille en bas âge, Jeanne, l'influence royale devint de plus en plus grande sur les affaires de la province champenoise. Philippe le Hardi, qui avait arrêté le mariage de son fils aîné avec Jeanne, fit faire une enquête sur la date de la naissance de cette princesse, et sur l'âge auquel la coutume de Champagne lui permettait de prendre l'administration de ses domaines. Il paraît que dans cette circonstance Renier Acorre ne fut pas aussi favorable aux intérêts d'Edmond de Lancastre qui avait en charge l'administration de la Champagne durant la minorité de Jeanne, et le roi de France le récompensa de sa bonne volonté à son égard en le nommant grand panetier de France. On peut croire aussi que la concession de ce titre fut une compensation pour la perte de celui de chambellan de Champagne qui lui aurait été enlevé. De 1277 à 1287, Renier Acorre devient ainsi panetier du royaume de France : des comptes de sa gestion sont parvenus jusqu'à nous; et des actes de 1285 le font figurer parmi les magistrats composant la cour des Grands Jours de Troyes.

### La disgrâce de Renier Acorre

#### La «faute» de Renier Acorre
On ignore les motifs de sa disgrâce qui eut lieu en 1287 ou en 1288 mais on peut supposer que ce fut pour cause de malversation, soit réelle, soit prétextée par un pouvoir royal peu scrupuleux sur les moyens de se procurer de l'argent. On connaît à cet égard les manières d'agir de Philippe le Bel, qui ne reculait pas devant les mesures injustes et arbitraires, et peut-être Renier Acorre dut-il sa perte à des richesses trop enviées. Ce qui est certain, c'est qu'il perdu ses charges et que ses biens furent vendus au nom du roi, par un acte de juin 1293, au doyen et chapitre de Notre-Dame du Val de Provins.

#### La réhabilitation en 1296
Renier Acorre fut réhabilité en 1296, mais ses biens ne lui furent pas rendus. Il mourut vers 1297 ou 1298 : on voit les noms de ses fils Jean et Girard Acorre figurer dans les actes en 1298, 1309 et 1313 et plus le sien.